# Leo Gestel
Leendert (Leo) Gestel (Woerden, 22 november 1881 - Hilversum, 26 november 1941) was een Nederlands kunstschilder en boekbandontwerper. Zijn eerste tekenlessen kreeg hij van zijn vader Willem Gestel, die huisschilder en directeur van de Woerdense Avondteekenschool was. Mogelijk kreeg hij ook lessen van Dimmen Gestel, een oom uit Eindhoven. Daarna deed Leo Gestel de Rijksnormaalschool voor Teekenonderwijzers in Amsterdam en volgde avondlessen op de Rijksakademie voor Beeldende Kunsten. Zijn vader zag een onzeker bestaan als kunstenaar niet zo zitten, maar in 1904 begon Leo op een zolderetage in de Tweede Jan Steenstraat in Amsterdam als kunstenaar. Deze zolderetage werd al snel de Jan Steenzolder genoemd, waar Amsterdamse kunstenaars en kunstminnaars elkaar ontmoetten.
Gestels vrienden noemden Leendert Leonardo, naar Leonardo da Vinci, afgekort Leo. Gestel bleef deze naam zijn hele leven gebruiken.

## Stijl
Leo Gestel ontwikkelde een luministische stijl, die hij gebruikte voor het schilderen van landschappen rond Woerden. Later gebruikte hij een meer kubistische stijl en op het eind veel de expressionistische stijl. Ook werd hij beïnvloed door het fauvisme.
Gestel tekende ook komische taferelen en karikaturen. Hij stuurde vele briefkaarten met grappige tekeningetjes waarin hij zelf figureerde. Het ging vaak om benarde of bizarre situaties, zoals tijdens een verhuizing.

## Mallorca
In 1914 bracht Gestel enige tijd door op Mallorca, samen met zijn toekomstige vrouw Gerritje "An" Overtoom en het schilderskoppel Else Berg en Mommie Schwarz, twee schildervrienden uit Bergen (Noord-Holland). Daar ontwikkelde hij een geheel eigen manier van landschapschilderen, sterk beïnvloed door het kubisme.

## Bergen

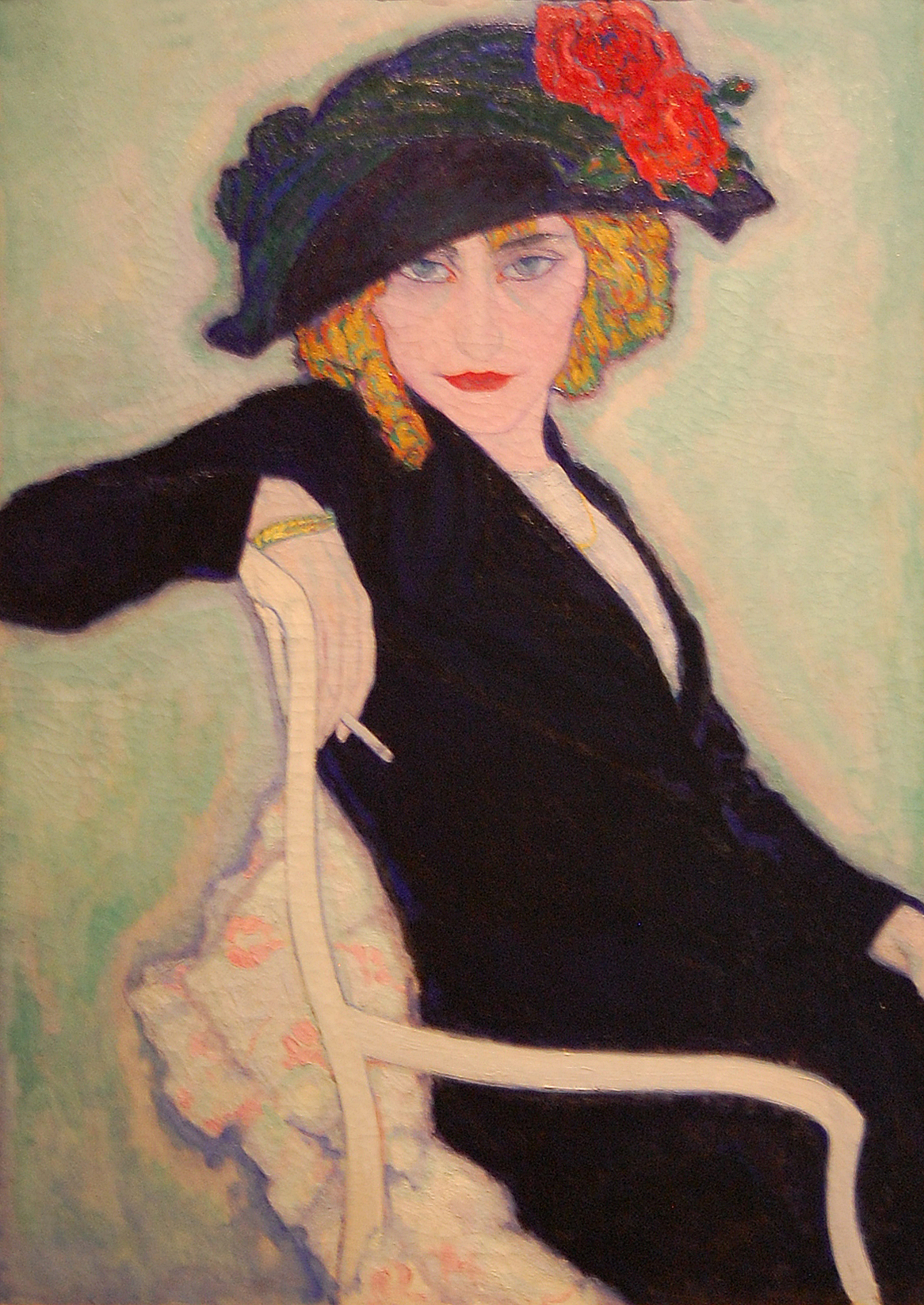
Dame met sigaret, 1911

Meestal bracht Gestel de zomers door in Bergen (zie Bergense School), waar hij zich in 1921 definitief vestigde aan de Buerweg 4. Dit pand, ontworpen door zijn vriend L. Streefkerk, bestaat nog altijd. Zoals wel meer Bergense kunstenaars ruilde hij zijn huis soms, met Constant Permeke in Sint-Martens-Latem, bij Gent in België, eveneens een schildersdorp. In 1923 en 1924 maakte hij een langdurige reis naar Dresden en Sicilië om daar te tekenen en te schilderen. In 1929 verwoestte een grote brand zijn atelier en veel van zijn werk, waaronder vierhonderd kunstwerken die klaar stonden voor een tentoonstelling. Ruim vijfduizend werken op papier bleven gespaard en worden beheerd door de Rijksdienst voor het Cultureel Erfgoed in Amersfoort.
In 1932 werkte hij enige tijd in het vissersplaatsje Spakenburg, waar hij een reeks karakterkoppen tekende, onder andere in houtskool.
Na zijn periode in Bergen werkte hij nog in zijn atelier in Blaricum, waar zijn stijl zich steeds meer richting de abstractie bewoog, zonder daadwerkelijk abstract te worden.
In 1939 kreeg Gestel opdracht voor een grote wandschildering in het postkantoor van Hilversum. Omdat Gestel in 1941 overleed, werd deze schildering uitgevoerd door Charles Roelofsz, die daarvoor door Gestel zelf was aangewezen.

## Gezondheid
Leo Gestel had sinds zijn dertigste veel last van een maagkwaal. Hierdoor was hij vaak ziek. In 1941 overleed hij op zestigjarige leeftijd na een lang ziekbed.

## Werk in openbare collecties (selectie)
- Centraal Museum, Utrecht
- Frans Halsmuseum, Haarlem
- Kunstmuseum Den Haag
- Kröller-Müller Museum, Otterlo[2][3]

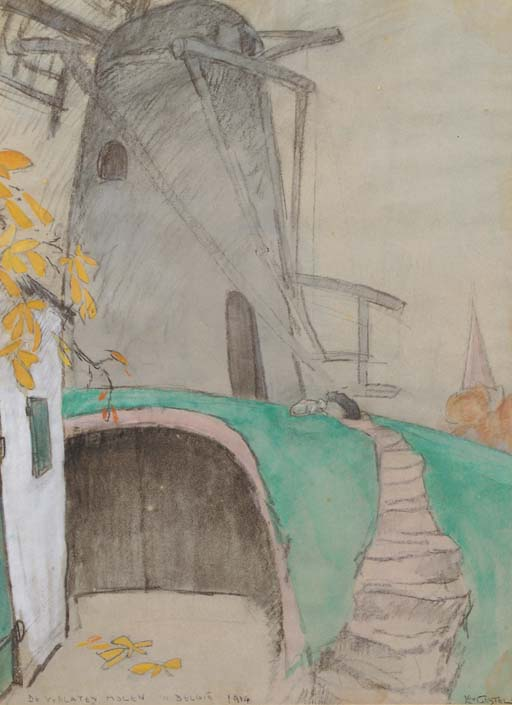
De verlaten molen in België, 1914

- Museum Boijmans Van Beuningen, Rotterdam[4]
- Museum Kranenburgh in Bergen (NH)
- Rijksmuseum Amsterdam, Amsterdam[5]
- Stadsmuseum Woerden
- Stedelijk Museum Alkmaar, Alkmaar
- Van Abbemuseum, Eindhoven
- Museum de Fundatie in Zwolle

## Wetenswaardigheden

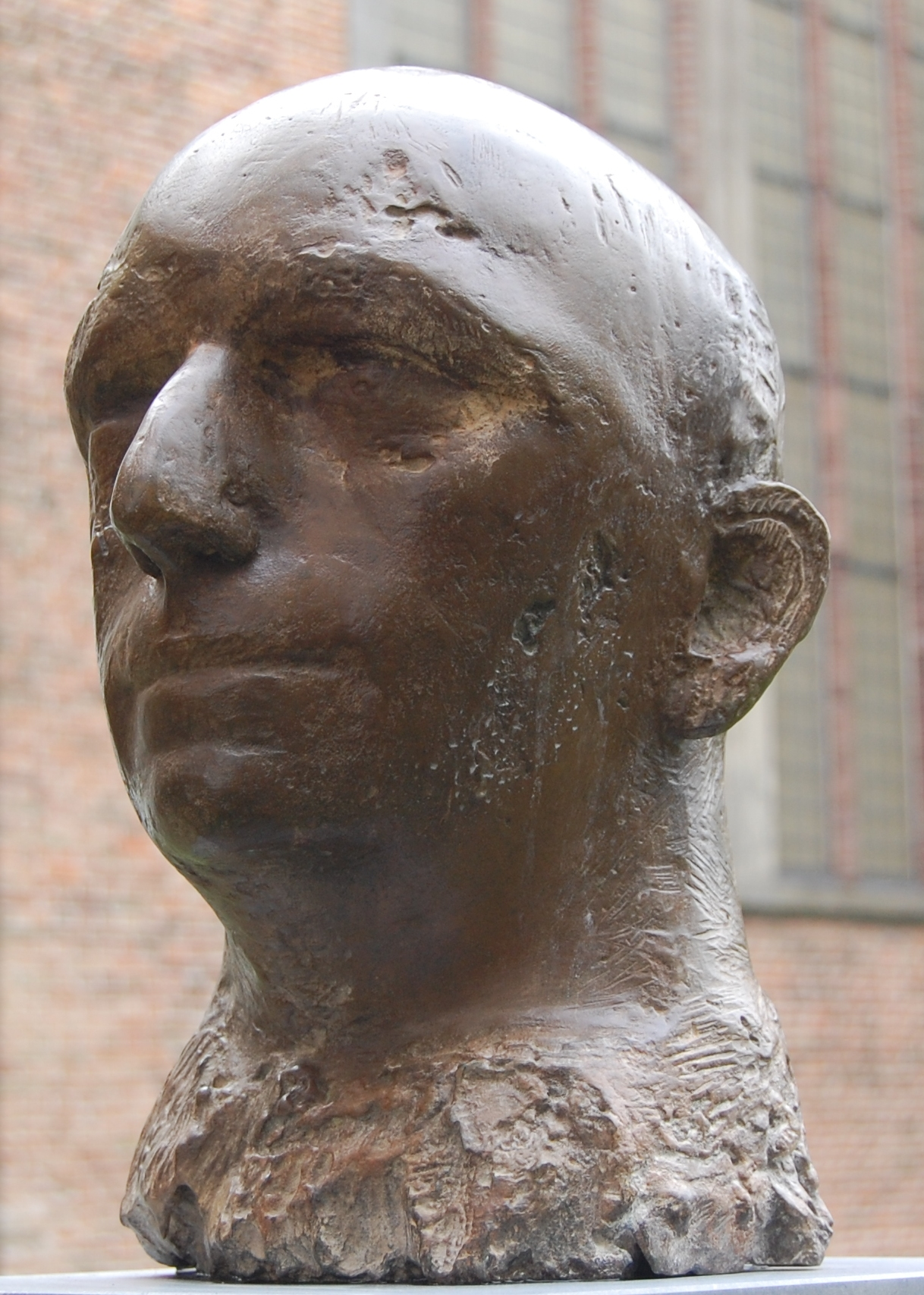
Kop van Leo Gestel door Judith Pfaeltzer, 2015

- In Woerden is in het Schilderskwartier een straat naar Leo Gestel vernoemd.
- Een buste van Gestel, door beeldhouwer Judith Pfaeltzer, is in 2015 geplaatst in de tuin naast de Petruskerk en het Stedehuys, het Woerdense stadsmuseum.
- Zijn naam wordt in Woerden als Gestèl (met de klemtoon op 'stel') uitgesproken, elders doorgaans als Gèstel (met de klemtoon op de eerste lettergreep).
- Ook in Bergen is een straat naar hem vernoemd in een wijk met namen van Bergense School-schilders. Daarnaast zijn er Leo Gestelstraten in Almere, Ede, Haarlem en Rotterdam.
- Leo Gestel was de oom van schilder en beeldhouwer Gerti Bierenbroodspot.

## Werken

### Schilderijen
- Zonder titel, in het Zeeuws maritiem muZEEum
- Zonder titel, in het Singer Museum in Laren
- Liggend Naakt, 1910, 95 x 201 cm in het Kunstmuseum Den Haag
- Dame met grote hoed in prieel, olieverf op doek, 97 x 88 cm in het Frans Halsmuseum in Haarlem
- Mallorca, 1914, 72 x 61 cm in het Museum van Bommel van Dam
- Boomgaard in de Beemster, 1921, 65 x 51 cm in het Lara Wijsmuller Fine Art
- Waterdraagster in Taormina, 1924, 67 x 45 cm in het Museum Kranenburgh Bergen
- Bootjes in de Leie, 1926, 32 x 50 cm in het Museum Kranenburgh Bergen
- Paardjes, 1928, 25 x 32 cm
- Vrouwenkop, 1928, in het Groninger Museum in Groningen
- Circuspaarden, 1928, 41,4 x 31,5 cm, in het Teylers Museum in Haarlem
- Herfstboom, 1910, in het Kunstmuseum Den Haag

### Commercieel drukwerk
Gestel maakte ook commercieel drukwerk, zoals affiches, werk voor Philips, ontwerpen voor sigarettenreclames en voor de Jaarbeurs van Utrecht. Onder andere maakte hij werk voor drukkerij Gestel en Zn. in Eindhoven, die onder leiding van twee broers van zijn vader stond, Dirk en de hierboven al genoemde Dimmen, die zelf ook schilderde.

## Afbeeldingen

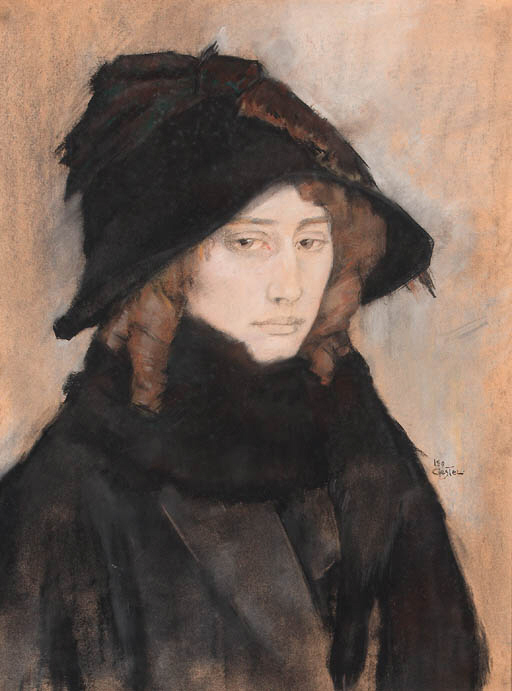
Portret van (zijn vrouw) An Overtoom, circa 1909-1910
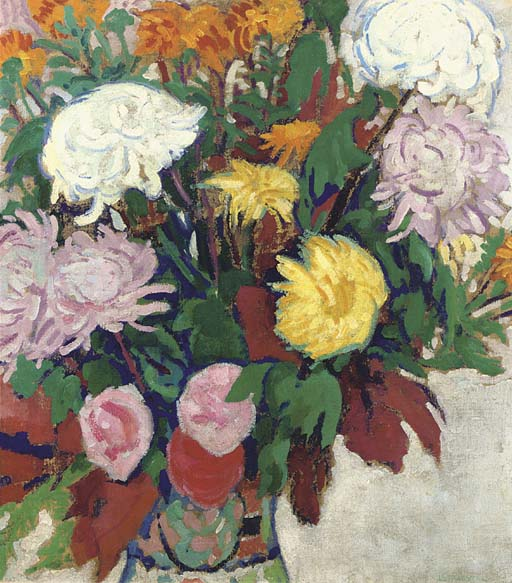
Stilleven met bloemen, ca. 1912
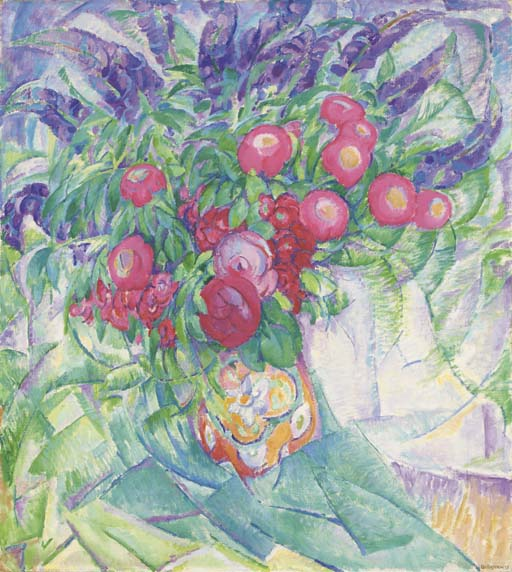
Stilleven met pioenrozen, anemonen en lupines, 1913
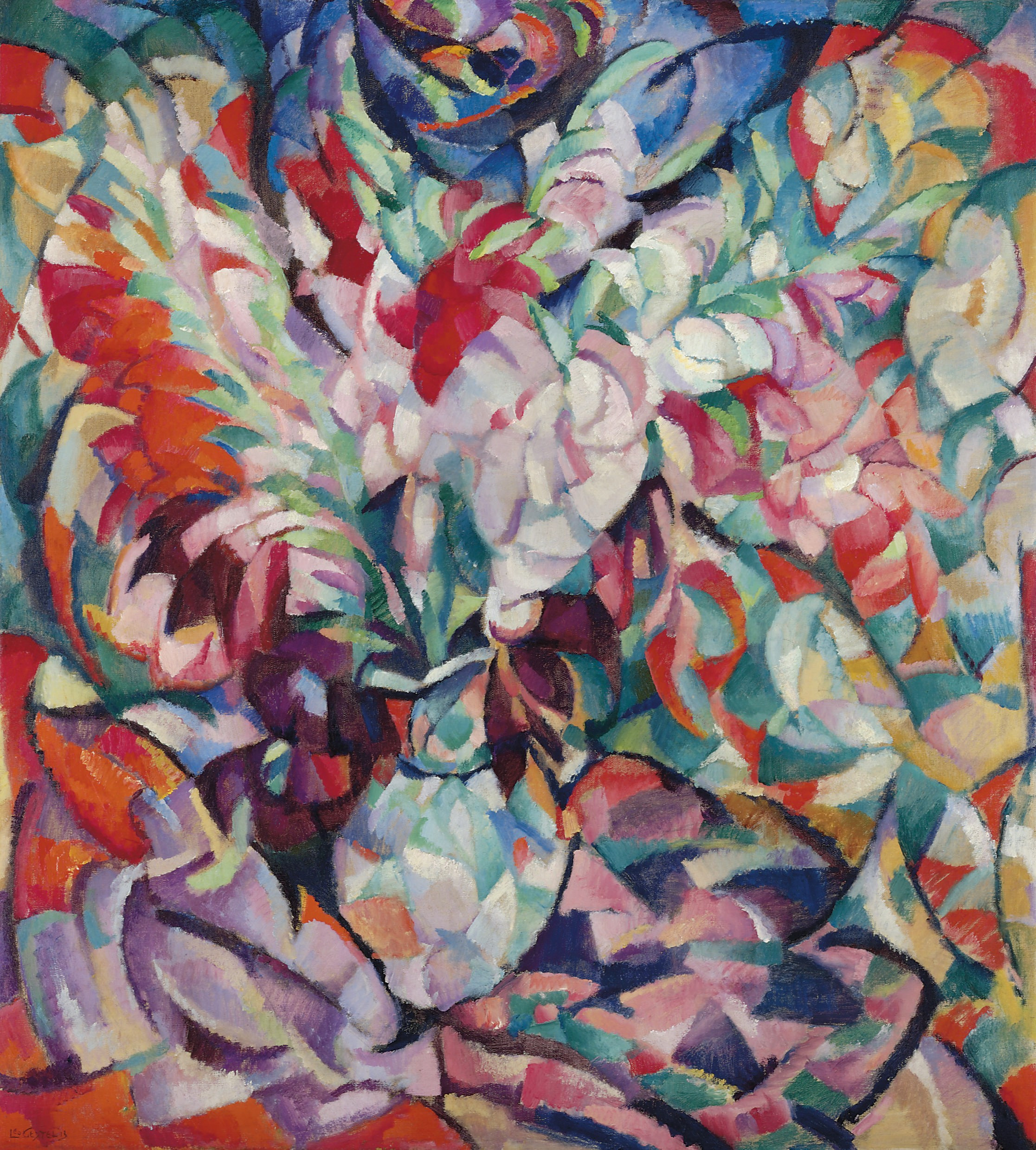
Gladiolen, 1913
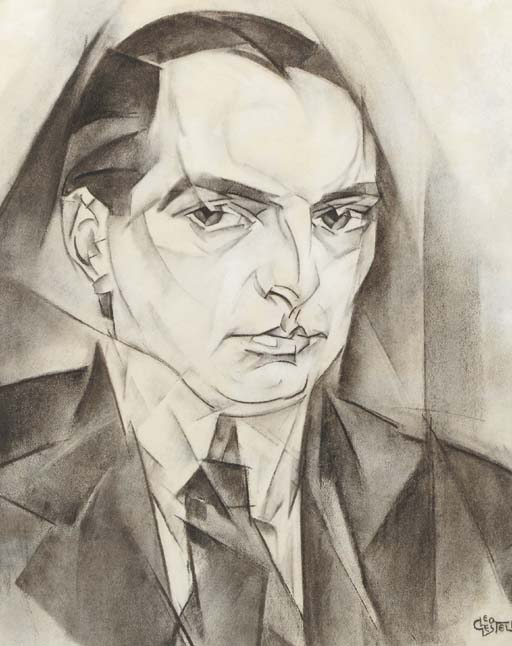
Zelfportret, 1913
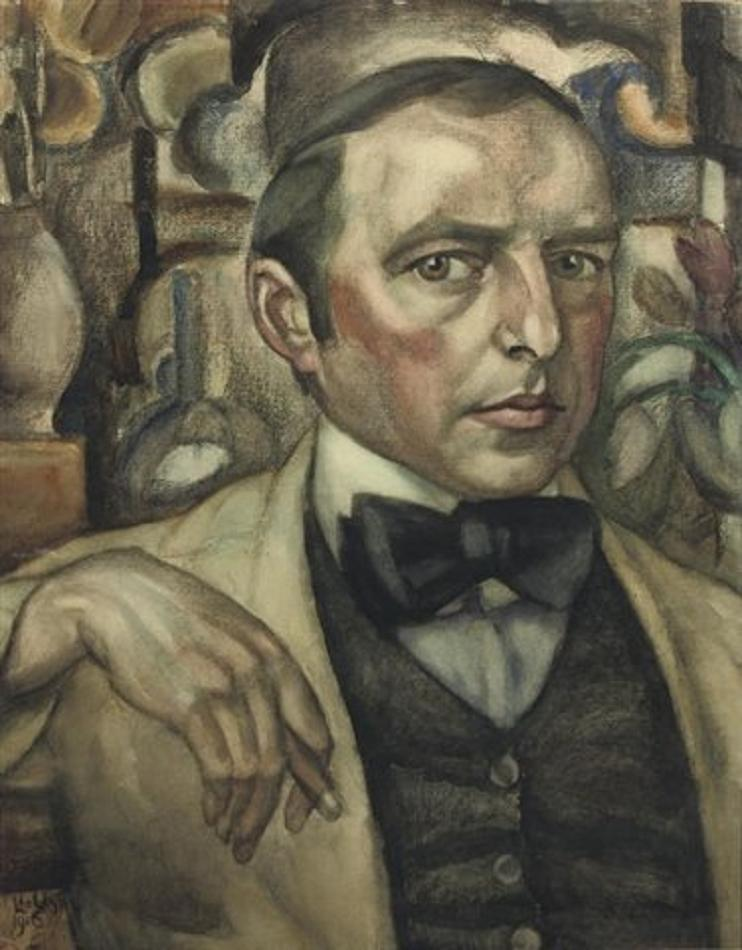
Zelfportret, 1916